# La Renaudière
La Renaudière korábbi község Franciaország Loire mente régiójában, Maine-et-Loire megyében. 2015. december 15-én kilenc másik korábbi községgel egyesült és Sèvremoine új község része lett.
Lakosainak száma 1053 fő (2018. január 1.). La Renaudière Gesté, Roussay, Saint-Germain-sur-Moine, Saint-Philbert-en-Mauges, Villedieu-la-Blouère és Saint-Macaire-en-Mauges községekkel határos.

## Népesség
A település népességének változása:
| Lakosok száma | 835  | 864  | 772  | 777  | 791  | 950  | 934  | 989  | 1076 | 1053 |
|               | 1962 | 1968 | 1982 | 1990 | 1999 | 2008 | 2011 | 2013 | 2017 | 2018 |